# TEEK Magazine
TEEK Magazine was een Belgisch Nederlandstalig tijdschrift.

## Historiek
De eerste editie van het tijdschrift verscheen op 12 september 1993. Voorloper was het Leuvense filmblad Short Teek, opgericht door Gert Van Mol in 1991. Aanvankelijk verscheen TEEK tweewekelijks, later werd het een maandblad.
In september 2000 werd het tijdschrift overgenomen door De Vrije Pers, voordien werd het uitgegeven door The Publishing Company. Het blad werd geherlanceerd in december 2000, maar behaalde de beoogde doelstellingen niet. In haar einddagen bedroeg de verkochte oplage tussen 10.000 en 11.500 exemplaren. De laatste editie verscheen op 31 oktober 2001.
Lijst van tijdschriften in België